# Jean-Paul Duviols
 (juin 2020).
Si vous disposez d'ouvrages ou d'articles de référence ou si vous connaissez des sites web de qualité traitant du thème abordé ici, merci de compléter l'article en donnant les références utiles à sa vérifiabilité et en les liant à la section « Notes et références ».
Pour les articles homonymes, voir Duviols.
Jean-Paul Duviols, né à Toulouse en 1936, agrégé d'espagnol et docteur d'État, est professeur émérite de l’université de Paris IV-Sorbonne, où il occupait la chaire de littérature et civilisation latino-américaine et conférencier.

## Biographie
De 1960 à 1968, il a enseigné dans plusieurs lycées parisiens (lycée Colbert, lycée Claude-Bernard et lycée Henri-IV). Assistant, puis professeur à l’université Paris-VIII, il fut élu à l'université Paris-Sorbonne, en 1991. Il a été directeur de collections chez plusieurs éditeurs : « Études hispaniques », Éd. Bordas, « De mémoire d’homme », Éd. Métailié, « Memoria Americana », Éd. Erasme ;  Revue « Iberica », Presses universitaires de la Sorbonne.
Il est spécialisé dans l'étude de la période précolombienne, des voyages de découverte, de la colonisation ainsi que dans l'analyse iconographique. Il a dirigé de nombreux ouvrages pour les presses universitaires de Paris Sorbonne, dont Le miroir du nouveau monde, paru en 2006. L’Amérique espagnole vue et rêvée (1986) montre l’influence des récits de voyage sur la pensée européenne et l’image de l’Amérique. Cette image, parfois fidèle, parfois erronée, porte souvent la marque des mentalités européennes. Le miroir du Nouveau monde (2006) complète la recherche précédente, en mettant en relief la diversité de l’iconographie européenne relative à l’Amérique et son rôle décisif dans l’histoire des mentalités.
Jean-Paul Duviols anime depuis plus de trente-cinq ans les Tribunes des livres de la Maison de l’Amérique latine (MAL). Ce rendez-vous, à l'origine mensuel, devient par la suite bimestriel.
Il est aussi connu pour ses publications pédagogiques, en particulier une Grammaire espagnole et les séries de manuels scolaires Sol y Sombra (de la 4e à la terminale) et Cambios (de la seconde à la terminale) publiés aux éditions Bordas, de 1972 à 1989. Dans les années 1970 et 1980, ces manuels scolaires ont connu un important succès. Leur originalité était basée essentiellement sur l'importance  accordée à l'Amérique latine, à sa littérature, à son histoire et à ses créations artistiques, à l'introduction d'extraits de presse, de publicités et de dessins d'humour qui s'ajoutaient aux documents proposés aux commentaires, et enfin sur leur riche iconographie et sur un choix de textes très diversifiés.

## Publications
Cette bibliographie recense trop d'ouvrages (juin 2020). Les ouvrages doivent être de « référence » dans le domaine du sujet de l'article. Il peut être souhaitable de les insérer dans une référence et de les enlever de la section « bibliographie ». Il peut être également utile de créer un article bibliographique spécifique.
 (juillet 2022).

### Principales publications en français
- Jean-Paul Duviols, Voyageurs français en Amérique : colonies espagnoles et portugaises, Bordas, 1978.
- Jean-Paul Duviols, Description historique du célèbre combat de taureaux en Espagne par Emmanuel Witz, Union des bibliophiles taurins de France, 1979.
- Jean-Paul Duviols, Hans Staden : nus, féroces et anthropophages (en collaboration avec Marc Bouyer), Métailié, 1979.
- Jean-Paul Duviols, « Les conséquences culturelles de l’expulsion, des jésuites du Rio de la Plata », dans Visages de la culture espagnole, Cultures, vol. VII, Paris, Presses de l’UNESCO, 1980, chap. 1.
- Jean-Paul Duviols, L'Amérique espagnole vue et rêvée : les livres de voyages de Christophe Colomb à Bougainville (1492-1768), Promodis, 1986.
- Jean-Paul Duviols, Conquête et description des Iles Canaries (Manuscrit inédit, 1600), Les Langues Néo-Latines, 1987.
- Jean-Paul Duviols, « Théodore de Bry et ses modèles français », dans Caravelle, Université de Toulouse, 1992, chap. 58.
- Jean-Paul Duviols, Accarette : la route de l'argent, Utz, 1992.
- Jean-Paul Duviols (en collaboration avec Marc Bouyer), Le théâtre du Nouveau monde : les grands voyages de Théodore de Bry, Gallimard, coll. « Découvertes Gallimard Albums », 1992.
- Jean-Paul Duviols (en collaboration avec Charles Minguet), Humboldt, savant-citoyen du monde, Gallimard, coll. « Découvertes Gallimard / Histoire », 1994, chap. 199.
- Jean-Paul Duviols, « Les dessins du jésuite Florian Paucke en Amérique Méridionale », dans Études de Lettres, Université de Lausanne, 1995.
- Jean-Paul Duviols (dir.), « Visions infernales dans l’iconographie européenne relative à l’Amérique », dans Enfers et damnations dans le monde hispanique et hispano-américain, Paris, PUF, 1996.
- Jean-Paul Duviols, « Le miroir sanglant du pouvoir aztèque (Iconographie du sacrifice humain) », dans La violence en Espagne et en Amérique (XVe – XIXe siècles), Presses Universitaires Paris Sorbonne, 1996.
- Jean-Paul Duviols (trad. François Xavier Eder, S.J.), « La mission des Moxos dans le Pérou, au péril des Paulistes (XVIIIe siècle) », dans Pour l’Histoire du Brésil, Mélanges offerts à K. de Queiros Mattoso, Paris, l’Harmattan, 2000.
- Jean-Paul Duviols, « L’art de la Nouvelle-Espagne », dans Mexique, Paris, Hachette, coll. « Guides Bleus », 2001, p. 142-156.
- Jean-Paul Duviols, « Les cadeaux d’Hernan Cortés à Charles Quint », dans 'Charles Quint et la monarchie universelle, Paris, PUPS, 2001.
- Jean-Paul Duviols, Sur les traces de Christophe Colomb, Gallimard, 2002.
- Jean-Paul Duviols, Mémoires du Mexique : le manuscrit de Jean de Monségur (1709), Chandeigne, 2002.
- Jean-Paul Duviols, Plumes d’éternité. Parures funéraires de l’Ancien Pérou, Somogy, Paris, Maison de l’Amérique Latine, coll. « Georges Halphen », 2003.
- Jean-Paul Duviols (en collaboration avec Jacinto Soriano), Panorama culturel de la France, Ellipses, 2004.
- Jean-Paul Duviols, Le Nouveau monde : les voyages d'Amerigo Vespucci (1497-1504), Chandeigne, 2005.
- Jean-Paul Duviols, « La mission artistique française au Brésil », dans Jean-Baptiste Debret, Les Indiens du Brésil, Paris, Chandeigne, 2005.
- Jean-Paul Duviols, Le miroir du Nouveau monde : images primitives de l'Amérique, Presses universitaires de Paris IV-Sorbonne, 2006.
- Jean-Paul Duviols (en collaboration avec Jacinto Soriano)), Dictionnaire culturel de l'Espagne, Ellipses, 2006.
- Jean-Paul Duviols, Dictionnaire culturel : Amérique latine, Ellipses, 2007.
- Jean-Paul Duviols, Alexandra Merle, Araceli Guillaume-Alonso et Annie Molinié, « Les jésuites et les Indiens du Paraguay. Le « joug suave de l’Evangile » », dans Les jésuites en Espagne et en Amérique, Paris, PUPS, 2007, p. 319-353.
- Jean-Paul Duviols (en collaboration avec Pedro Urena-Rib), Dictionnaire culturel des Caraïbes, Ellipses, 2009.
- Jean-Paul Duviols, Trois ans d'esclavage chez les Patagons : le récit de la captivité d'Auguste Guinnard (1856-1859), Chandeigne, 2009.
- Jean-Paul Duviols (dir.), « Espions français dans les colonies espagnoles de l'Amérique sous le règne de Louis XIV (1657-1710) », dans Ambassadeurs, apprentis espions et maîtres comploteurs, Paris, PUPS, 2010.
- Jean-Paul Duviols (en collaboration avec Michel Chandeigne), Sur la route de Colomb et Magellan : idées reçues sur les grandes découvertes, Paris, Le Cavalier bleu, 2011.
- Jean-Paul Duviols, « Alexandre de Humboldt, citoyen mexicain », dans Alexander von Humboldt. 150e anniversaire de sa mort (Études Germaniques), Paris, Klincksieck, 2011, chap. 261, p. 59-71.
- Jean-Paul Duviols, « Villes espagnoles au Nouveau-Monde. Images fondatrices », dans Le Monde hispanique. Histoire des fondations. Hommage à Annie Molinié-Bertrand, PUPS, Pari, 2012.
- Bartolomé de Las Casas (1552), La destruction des Indes, Chandeigne, 2013.
- Jean-Paul Duviols, « Images du sauvage au XVIe siècle », dans Le scalp et le calumet : imaginer et représenter l'Indien du XVIe siècle à nos jours, Somogy éditions d'artlieu=La Rochelle, 2017.
- Jean-Paul Duviols, « Premiers regards sur les sauvages (xvie siècle) », America, no 50,‎ 6 juillet 2017, p. 13–25 (ISSN 0982-9237, DOI 10.4000/america.1789, lire en ligne, consulté le 16 décembre 2017)
- Jean-Paul Duviols (en partenariat avec la Maison de l'Amérique latine), Les peintures de la voix. Le monde aztèque en images, Chandeigne, 2018.
- Jean-Paul Duviols, « A bord avec Christophe Colomb. Le témoignage de Miguel de Cuneo, 1495 », dans Conquistadores, Négriers et Inquisiteurs. Hommage à Bernard Grunberg, Paris, L'Harmattan, 2018.
- Jean-Paul Duviols et Michel Chandeigne, Idées reçues sur les Grandes Découvertes : XVe – XVIe siècles (2e édition), Paris, Éditions Chandeigne, coll. « Magellane poche », 2019, 252 p. (ISBN 978236732188-2).
- Jean-Paul Duviols (dir.), « Le bonheur sauvage. Indiens d’Amérique (XVe – XIXe siècles », dans Histoire mondiale du Bonheur, Paris, Cherche-Midi, 2020.
- Jean-Paul Duviols, L'aventure jésuite au Paraguay (1610-1767), Editions Chandeigne, Paris, 2023.

### Publications en espagnol
- Tentación de la utopía. La república de los jesuitas en el Paraguay (collaboración con Augusto Roa Bastos y Rubén Bareiro Saguier), Tusquets, Barcelona, 1991.
- "Ciudades y caminos según los viajeros", dans Historia urbana de Iberoamérica, Tomo III-1, (Capitulo 6, p. 161-188)  Ed. Testimonio, Madrid, 1992.
- « El Nuevo Mundo en la retina de Europa » Chap. de Historia de España. Ramón Menéndez Pidal, t. XVIII, La Epoca de los descubrimientos y las conquistas (1400-1570). (p. 639-1716)  Madrid, Espasa-Calpe, 1998.
- El gran río del Orinoco. Manuscrito original de Pascual Martínez Marcos (siglo XVIII), Atlantica, Biarritz, 2003.
- "Las corridas, entre "civilización y barbarie", según los viajeros franceses (Siglos XVII, XVIII y XIX)" dans Fiestas de toros y sociedad, Universidad de Sevilla, Fundacion de Estudios Taurinos, Sevilla, 2003.
- Bartolomé de las Casas, Brevísima relación de la destruyción de las Indias, 2006.
- Accarette du Biscay, Viajes al Río de la Plata y a Potosí (1657-1660), Stockcero, Buenos Aires, 2008.
- Auguste Guinnard, Tres años de esclavitud entre los Patagones, Stockcero, Buenos Aires, 2008.
- Argentina illustrada (diccionario cultural) : Historia, Literatura, Ciencias, Arte, Arqueologia, Etnologia, Musica, Tradiciones populares, Biografias. Stockcero, Buenos Aires, 2011. 1 vol., 883 p.
- « Las Casas y su leyenda negra. La mirada de Las Casas sobre los conquistadores españoles y la de los españoles sobre Las Casas », dans España y América en el bicentenario de la Independencia. Miradas sobre lo extraño y el extranjero (R. Sanchez Mantero, Estela Erausquin, coords.), Universidad de Sevilla, 2011.
- Jacques Lemoyne de Morgues, La Colonia francesa de Florida (1562-1565) Stockcero, Buenos Aires, 2012.
- Hans Staden, Verdadera historia y descripcion de un pais de salvajes, desnudos, feroces y antropofagos, Stockcero, Buenos Aires, 2013.
- El Caribe. Sus intelectuales. Sus culturas, sus artistas, su historia, sus tradiciones populares. (en colaboración con Pedro Ureña Rib). Ed. Santuario, Santo Domingo, 2014.
- Thomas Hariot y John White, Usos y costumbres de los salvajes de Virginia. Traducción, Introducción y notas. Stockcero, Buenos Aires, 2014.
- Cristóbal Colón, Viajes a las Indias (1492-1504), Stockcero, Buenos Aires, 2017. 264 p.
- El Ingenioso hidalgo don Hernán Cortés : iconografía heroica (Del siglo XVI al XX), (245- 290), en Antecedentes cortesianos en Cervantes, XXVII Coloquio Cervantino Internacional, Guanajuato, México, 2017.
- Indios Guaraníes y jesuitas. Misiones de la Compañía de Jesús en el Paraguay (1610-1767). Ed. Stockcero, Buenos Aires, 2018, 1 vol. in-4° de 204 pages.

### Publication en anglais
- "The Patagonian "Giants", in PATAGONIA, Natural History, Prehistory and Ethnography at the Uttermost End of the Earth, Ed. Colin Mc Ewan, Luis Borrero and Alfredo Prieto, British Museum Press, London, 1997.

### Traductions
De l’espagnol au français : 
- Rubén Bareiro Saguier, Le Paraguay, Ed. Bordas, 1972.
- Marcela Paz, Papelucho, Ed. Bordas, 1980.

De l’italien au français :
- Amerigo Vespucci, Le Nouveau Monde. Les voyages d’Amerigo Vespucci (1497-1504), Ed. Chandeigne, Paris, 2005.

Du français à l’espagnol : 
- Accarette du Biscay, Viajes al Río de la Plata y a Potosí (1657-1660), B.A. Stockcero, 2008.
- Auguste Guinnard, Tres años de esclavitud entre los patagones (relato de mi cautiverio), B.A. Stockcero, 2008.
- Jacques Lemoyne de Morgues, La Colonia francesa de Florida (1562-1565), Buenos Aires, stockcero, 2012.